# Seututie 636
Pour les articles homonymes, voir Route 636.
La route régionale 636 (finnois : Seututie 636) est une route régionale allant de Karstula jusqu'à Saarijärvi en Finlande,,.

## Présentation
La seututie 636 est une route régionale de Pirkanmaa.

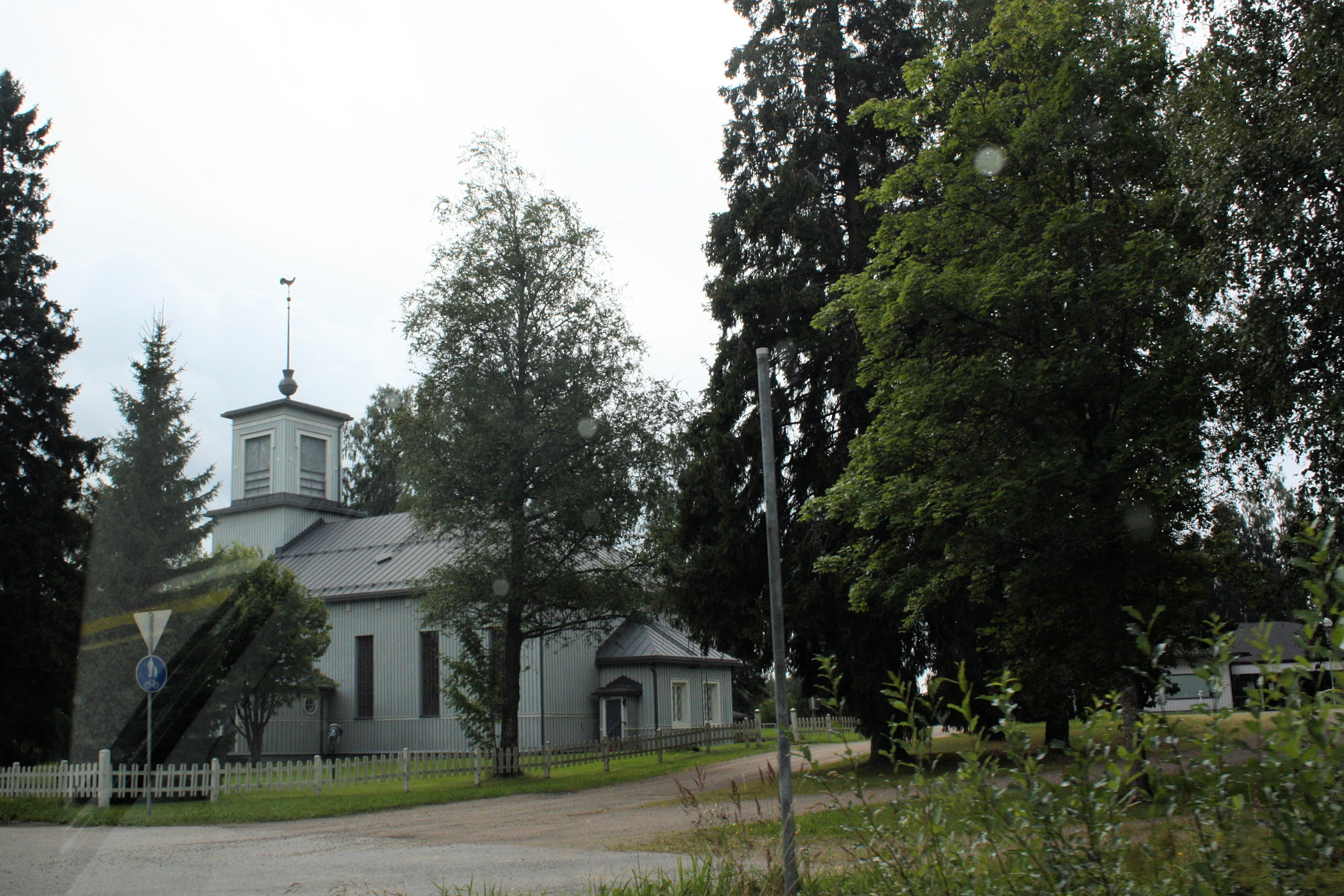
L'église de Pylkönmäki vue de la route régionale 636.